# Las navidades incontrolables de Abed
"Abed's Uncontrollable Christmas" (En España "Las navidades incontrolables de Abed") es el episodio 11 de la segunda temporada de la comedia televisiva estadounidense Community, y el episodio 36 de la serie en general. El episodio fue emitido originalmente en NBC el 9 de diciembre de 2010 como un episodio especial de Navidad elaborado en stop motion.

## Sinopsis
Durante la comida del último día de clases, Abed cree que la Navidad que se acerca será la Navidad más importante de la historia, debido a su percepción de que todos los miembros del grupo están siendo animados en stop motion. Mientras el grupo está preocupado por la salud mental de Abed, él decide ceñirse al formato, cantando una versión navideña de la canción del tema principal de la serie hasta ser reducido por el equipo de seguridad del campus con un taser.
En una reunión con el Profesor Duncan junto a Britta y Jeff, Abed rehúsa la propuesta de Duncan de realizar sesiones de terapia para descubrir la causa de su obsesión con buscar el significado de la Navidad. Mientras Britta y Jeff se preocupan por la posible expulsión de Abed, Duncan está más interesado en la publicación de su trabajo sobre el caso Abed. Después de trabajar en un monigote de nieve en el exterior, quién resulta ser Señor Chang, Abed es engañado para asistir a una sesión de terapia de grupo en la sala de estudio de la biblioteca con Duncan, Jeff, Britta, Annie, Shirley, Troy y Pierce. Abed deja utilizar la palabra "Navidad-nosis"  a Duncan para transportarle al Planeta Abed con el grupo entero.
A llegar al planeta navideño, Abed se organiza con el grupo para encontrar el significado de la Navidad en el Polo Norte, pero Duncan insiste en visitar primero la Cueva de los Recuerdos Congelados. A lo largo del camino, Duncan expulsa Shirley de la fantasía con un pterodactylus de Navidad a control remoto, después de insistir en que ella ya sabe el significado de la Navidad. Mientras, Jeff es devorado por un enjambre de bichos atraído por su sarcasmo. Al llegar a la Cueva de los Recuerdos Congelados, Duncan insiste en acceder a las memorias reprimidas de Abed, pero en el proceso, Duncan revela que su padre estuvo ausente en las navidades de cuando era pequeño y abandona afligido la fantasía. Abed Inicia una secuencia de autodestrucción y sale de la cueva con Pierce, Troy y Annie, pero expulsa a Britta de la fantasía por engañarle para asistir a terapia.
Llegando en un tren al Polo Norte, Pierce abandona la fantasía después de haberse comido todas las galletas de la sala de estudio. Abed explica que su madre va a visitarle cada 9 de diciembre para ver Rudolph the Red-Nosed Reindeer con él. Aun así, está confundido cuando Troy le recuerda que la fecha de ese día es diciembre 9. Duncan llega en tren diciendo que sabe la razón de la fantasía de Abed, pero Abed sube hasta arriba del tren y corre hacia la parte de delante, con Annie y Troy impidiendo que Duncan lo persiga. Pierce regresa a la fantasía de Abed, diciendo que la época navideña solo en casa es depresiva.
Los dos llegan al Taller de Santa en el Polo Norte, donde Abed encuentra un paquete que cree que contiene el significado de Navidad, pero en realidad contiene un DVD de la primera temporada de Perdidos, el cual dice simboliza la carencia de desenlace. Duncan regresa y enseña a Abed una tarjeta de Navidad de su madre que encuentra en su habitación, en la que ella le dice que no le visitará para Navidad este año para pasar las vacaciones con su familia nueva. A oír esto, Abed queda congelado en un bloque de hielo. Aun así, el grupo entero vuelve y dispara con sus armas de Navidad a Duncan mientras cantan una canción antes de expulsarle de la fantasía con un pterodactylus de Navidad, el cual posteriormente explota. Abed se descongela y dice entender que "El significado de la Navidad es la idea de que la Navidad tiene significado. Y puede significar cualquier cosa que queramos." 
El grupo deja la fantasía y regresa a la sala de estudio, donde acuerdan mantener la fantasía stop motion durante las vacaciones. Más tarde miran Rudolph the Red-Nosed Reindeer juntos en la habitación de Abed, y un reflejo de los personajes en acción real se ve en la televisión.
Durante la escena final, Abed y Troy se sientan en la sala de estudio todavía en stop motion. Mientras Abed está preocupado porque esta vez no ha sido él el que les ha hecho en stop motion, Troy asegura que esta vez lo quiere él así. Entonces, los dos deciden cambiar las cabezas el uno con el otro.

## Producción
El episodio fue escrito por Dan Harmon, creador de la serie, y Dino Stamatopoulos, quién interpreta a Patillas de Estrella y es también creador de las series de animación stop motion Moral Orel y Mary Shelley's Frankenhole. El episodio fue dirigido por Duke Johnson. El episodio fue realizado siguiendo el estilo de los episodios especiales de Navidad de Rankin/ Bass, como Rudolph the Red-Nosed Reindeer y Santa Claus Is Comin' to Town. Dan Harmon declaró en una entrevista con TV Guide que "Hay una razón para que [el episodio] esté animado en stop motion, pero no es un sueño. Existe dentro de la realidad de la serie."
La producción del episodio fue supervisado por los dueños de 23D Films, James Fino y Joe Russo (no confundir con Joe Russo, director y productor ejecutivo en Community). El proceso de animación se completó en cuatro meses, menos de la mitad de tiempo que se tarda en producir un episodio de Los Simpson. Fino dijo que animadores de las películas Coraline y Pesadilla Antes de Navidad también colaboraron en la animación. El 1 de agosto de 2010, Dan Harmon informó a Dino Stamatopoulos y Joe Russo que NBC había aprobado la idea de un episodio animado. Dos semanas más tarde, Harmon y Stamatopoulos acabaron el guion, y el departamento de arte empezó la producción de escenarios y títeres. Se empezó a animar el 18 de octubre, aunque una semana más tarde descubrieron que Pierce está en silla de ruedas, por lo que tuvieron que añadir una silla de ruedas en stop motion. Un día antes de emitir el episodio, los planos completados fueron entregados por 23D Films. Russo Dijo sobre el proyecto, "Dudábamos si podríamos hacerlo. Pero sabíamos que lamentaríamos si no furamos parte de esto, producir un episodio especial de una serie tan fresca."